# Danai Udomchoke
Danai Udomchoke (Bangkok, 11 augustus 1981) is een Thaise tennisspeler. Hij heeft één ATP-toernooi gewonnen in het dubbelspel. Hij deed al mee aan Grand Slams. Hij heeft negen challengers in het enkelspel en vier challengers in het dubbelspel op zijn naam staan.

## Palmares

### Palmares enkelspel
| Nr.                  | Datum            | Toernooi    | Ondergrond    | Tegenstander in finale | Score           |
| -------------------- | ---------------- | ----------- | ------------- | ---------------------- | --------------- |
| Gewonnen challengers |                  |             |               |                        |                 |
| 1.                   | 6 oktober 2003   | Dharwad     | Hardcourt     | Jimmy Wang             | 7-65, 6-1       |
| 2.                   | 23 mei 2005      | Busan       | Hardcourt     | Paul Goldstein         | 7-66, 6-1       |
| 3.                   | 25 juli 2005     | Granby      | Hardcourt     | Grégory Carraz         | 7-66, 2-6, 7-62 |
| 4.                   | 14 november 2005 | Champaign   | Hardcourt (I) | Justin Gimelstob       | 7-5, 6-2        |
| 5.                   | 17 april 2006    | Chikmagalur | Hardcourt     | Toshihide Matsui       | 7-5, 6-4        |
| 6.                   | 15 mei 2006      | Fargʻona    | Hardcourt     | Alexander Peya         | 6-0, 6-2        |
| 7.                   | 6 november 2006  | Busan       | Hardcourt     | Paul Goldstein         | 6-2, 6-0        |
| 8.                   | 11 mei 2009      | Busan       | Hardcourt     | Blaž Kavčič            | 6-2, 6-2        |
| 9.                   | 30 januari 2012  | Burnie      | Hardcourt     | Samuel Groth           | 7-65, 6-3       |

### Palmares dubbelspel
| Nr.                              | Datum             | Toernooi    | Ondergrond    | Partner          | Tegenstanders in finale    | Score               | Details |
| -------------------------------- | ----------------- | ----------- | ------------- | ---------------- | -------------------------- | ------------------- | ------- |
| Gewonnen finales herendubbel     |                   |             |               |                  |                            |                     |         |
| 1.                               | 30 september 2012 | ATP Bangkok | Hardcourt (I) | Lu Yen-Hsun      | Eric Butorac Paul Hanley   | 6-3, 6-4            | Details |
| Gewonnen challengers herendubbel |                   |             |               |                  |                            |                     |         |
| 1.                               | 25 november 2002  | Yokohama    | Tapijt (I)    | Lu Yen-Hsun      | Ivo Karlović Mark Nielsen  | 7-65, 6-3           |         |
| 2.                               | 7 juli 2003       | Granby      | Hardcourt     | Lu Yen-Hsun      | Josh Goffi Ryan Sachire    | 64-7, 6-4, 7-60     |         |
| 3.                               | 9 mei 2011        | Busan       | Hardcourt     | Im Kyu-tae       | Jamie Baker Vasek Pospisil | 6-4, 6-4            |         |
| 4.                               | 8 juli 2013       | Peking      | Hardcourt     | Toshihide Matsui | Gong Maoxin Zhang Ze       | 4-6, 7-6(6), [10-8] |         |

## Prestatietabellen
| Legenda | Legenda                          |
| ------- | -------------------------------- |
| g.t.    | geen toernooi gehouden           |
| l.c.    | lagere categorie                 |
| –       | niet deelgenomen                 |
| G       | uitgeschakeld in de groepsfase   |
| 1R      | uitgeschakeld in de eerste ronde |
| 2R      | uitgeschakeld in de tweede ronde |
| 3R      | uitgeschakeld in de derde ronde  |
| 4R      | uitgeschakeld in de vierde ronde |
| KF      | uitgeschakeld in de kwartfinale  |
| HF      | uitgeschakeld in de halve finale |
| F       | de finale verloren               |
| W       | het toernooi gewonnen            |
| w-v     | winst/verlies-balans             |

### Prestatietabel enkelspel
| Grandslamtoernooien   |                   |                   |                   |                   |               |      |        |
| Australian Open       | –                 | –                 | 1R                | 3R                | –             | 1R   | 2-3    |
| Roland Garros         | –                 | –                 | –                 | 1R                | –             | –    | 0-1    |
| Wimbledon             | –                 | 2R                | 1R                | 2R                | 1R            | –    | 2–4    |
| US Open               | 1R                | –                 | –                 | 1R                | –             | –    | 0-2    |
| Winst-verlies         | 0-1               | 1-1               | 0-2               | 3-4               | 0-1           | 0-1  | 4-10   |
| ATP World Tour Finals |                   |                   |                   |                   |               |      |        |
| ATP World Tour Finals | –                 | –                 | –                 | –                 | –             | –    | 0-0    |
| ATP Masters 1000      |                   |                   |                   |                   |               |      |        |
| Indian Wells          | –                 | –                 | –                 | –                 | –             | –    | 0-0    |
| Miami                 | –                 | –                 | –                 | 1R                | –             | –    | 0-1    |
| Monte Carlo           | –                 | –                 | –                 | –                 | –             | –    | 0–0    |
| Rome                  | –                 | –                 | –                 | –                 | –             | –    | 0-0    |
| Hamburg               | –                 | –                 | –                 | –                 | l.c.          | l.c. | 0–0    |
| Madrid                | –                 | –                 | –                 | –                 | –             | –    | 0-0    |
| Montreal/Toronto      | –                 | –                 | –                 | –                 | –             | –    | 0–0    |
| Cincinnati            | –                 | –                 | –                 | –                 | –             | –    | 0-0    |
| Shanghai              | geen Masters 1000 | geen Masters 1000 | geen Masters 1000 | geen Masters 1000 | –             | –    | 0–0    |
| Parijs                | –                 | –                 | –                 | –                 | –             | –    | 0-0    |
| Olympische Spelen     |                   |                   |                   |                   |               |      |        |
| Olympische Spelen     | –                 | geen toernooi     | geen toernooi     | geen toernooi     | geen toernooi | –    | 0-0    |
| Statistieken          |                   |                   |                   |                   |               |      |        |
| Totaal aantal titels  | 0                 | 0                 | 0                 | 0                 | 0             | 0    | 0      |
| Totaal winst-verlies  | 2-4               | 4-6               | 9-12              | 9-19              | 3-6           | 2-3  | 50-66  |
| Eindejaarsranking     | 206               | 129               | 89                | 159               | 163           | 149  | n.v.t. |

### Prestatietabel (Grand Slam) dubbelspel
| Grandslamtoernooien   |      |      |        |
| Australian Open       | 1R   | 1R   | 0-2    |
| Roland Garros         | –    | –    | 0-0    |
| Wimbledon             | –    | –    | 0-0    |
| US Open               | –    | –    | 0-0    |
| Winst-verlies         | 0–1  | 0–1  | 0-2    |
| ATP World Tour Finals |      |      |        |
| ATP World Tour Finals | –    | –    | 0-0    |
| Olympische Spelen     |      |      |        |
| Olympische Spelen     | g.t. | g.t. | 0-0    |
| Statistieken          |      |      |        |
| Totaal aantal titels  | 0    | 0    | 1      |
| Eindejaarsranking     | 379  | 200  | n.v.t. |